# トロント・ピアソン国際空港
トロント・ピアソン国際空港（トロント・ピアソンこくさいくうこう、英: Toronto Pearson International Airport、仏: Aéroport international Pearson de Toronto）は、カナダ・オンタリオ州のトロントとミシサガの境に位置する。1984年にトロント出身でカナダの第14代首相・レスター・B・ピアソンにちなんで名称変更をした。
2019年の旅客数は5,049万人で、カナダの空港では最大だった。エア・カナダやウエストジェット航空がハブ空港としている。トロント市内には小規模なビリー・ビショップ・トロント・シティー空港があり小型機が発着している。

## 歴史

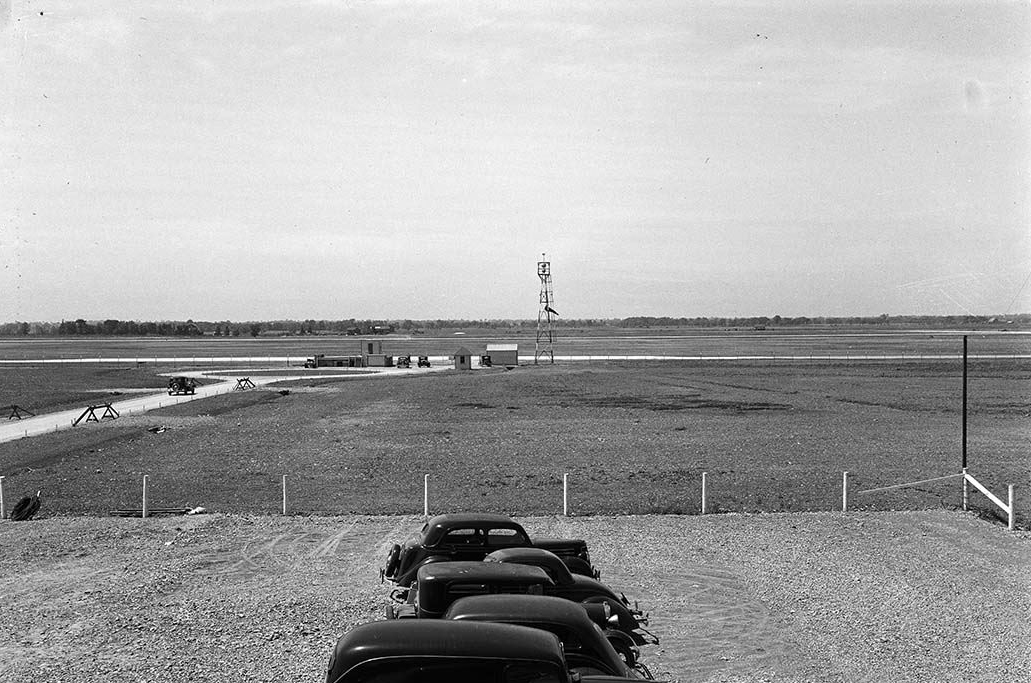
マルトン空港（1939年）

### マルトン空港
1939年にトロント港湾公団（Toronto Harbour Commission）が開港し、マルトン空港（Malton Airport）と呼ばれる。最初のターミナルは農場の建物を改築したものであった。1940年にトロント市が買収。第二次世界大戦中である1940年から1942年の間、イギリス連邦航空訓練計画（BCATP）には航空学校を開設。1942年に管制塔が設置された。
1949年に新ターミナルが完成し、年間40万人の利用者を扱えるようになった。その後の更なる拡張で隣町エルムバンクの大半を飲み込むこととなった。

### トロント国際空港
1958年にはカナダ交通省がマルトン空港の運営を行うようになり、1960年にトロント国際空港に改称された。1960年代には旧ターミナルを取り壊し新ターミナル「ターミナル1（T1、またはエアロキー1（Aeroquay One）と呼ばれた）」の建設が行なわれた。この建物は上層部に駐車場を含む8階建て方形のビルを中心に、周囲に2階建て円形のコンコースと搭乗口を設けたもので、トロントの建築家ジョン・B・パーキンによって設計、1964年に完成した。
1960年代には最新設備であったT1も、1970年代初頭には既に超過密となり新ターミナルの建設が必要となった。1972年にはもともと貨物ターミナルであった建物を改築しターミナル2（T2）を開設。トロント東部に予定していたピッカリング空港拡張計画が中止となったためT2を大幅に拡張し、エア・カナダのハブターミナルとなった。T2の場所は当初計画ではもともとターミナル1と同形のターミナル2・ターミナル3の建設予定地だったが、大型化する航空機の受け入れ等も考慮し、円形ターミナルの建設計画は白紙となった。

### トロント・ピアソン国際空港
1984年にオンタリオ州出身の首相レスター・B・ピアソンにちなみ、レスター・B・ピアソン国際空港へと名称が変更された。1991年にターミナル3が開設され、旧・カナディアン航空のハブ・ターミナルとなった。また貨物地区に隣接した滑走路区域にインフィールド・ターミナルが作られた（現在使用されていない）。

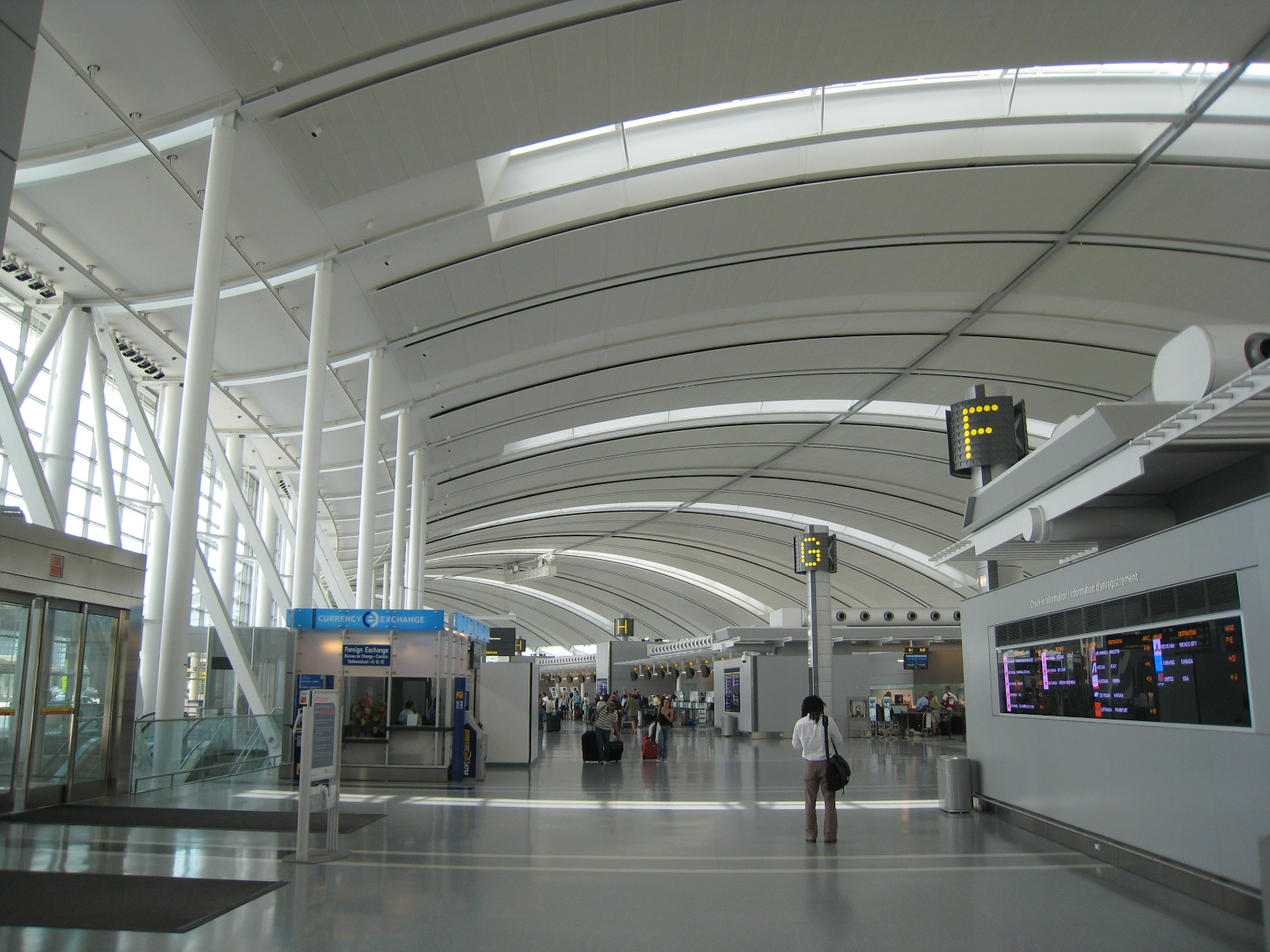
新ターミナル1のチェックイン・ロビー

カナダ連邦政府が発表した国家航空政策の一環として、1996年にはトロント・ピアソン国際空港の運営がカナダ交通省からグレーター・トロント空港公団（Greater Toronto Airports Authority、GTAA）に移管された。GTAAは1999年に空港基本計画を発表し、ターミナル1・ターミナル2を取り壊し、ターミナル3を維持しながら新ターミナル1を建設することになった。急増する航空需要を受け1997年と2002年にそれぞれ新滑走路を追加した。
新ターミナル1は2004年に供用開始、その後2007年に拡張し、ターミナル2から施設を移管。ターミナル2は2007年1月29日に閉鎖しその後取り壊された。
2015年にはターミナル1とターミナル3で年間5,000万人の利用客を見込んでおり、2020年にはターミナル3をも取り壊し、新ターミナル1がすべて完成すれば、1つのターミナルで年間6,500万人以上の利用が可能となる見込み。

## ターミナル

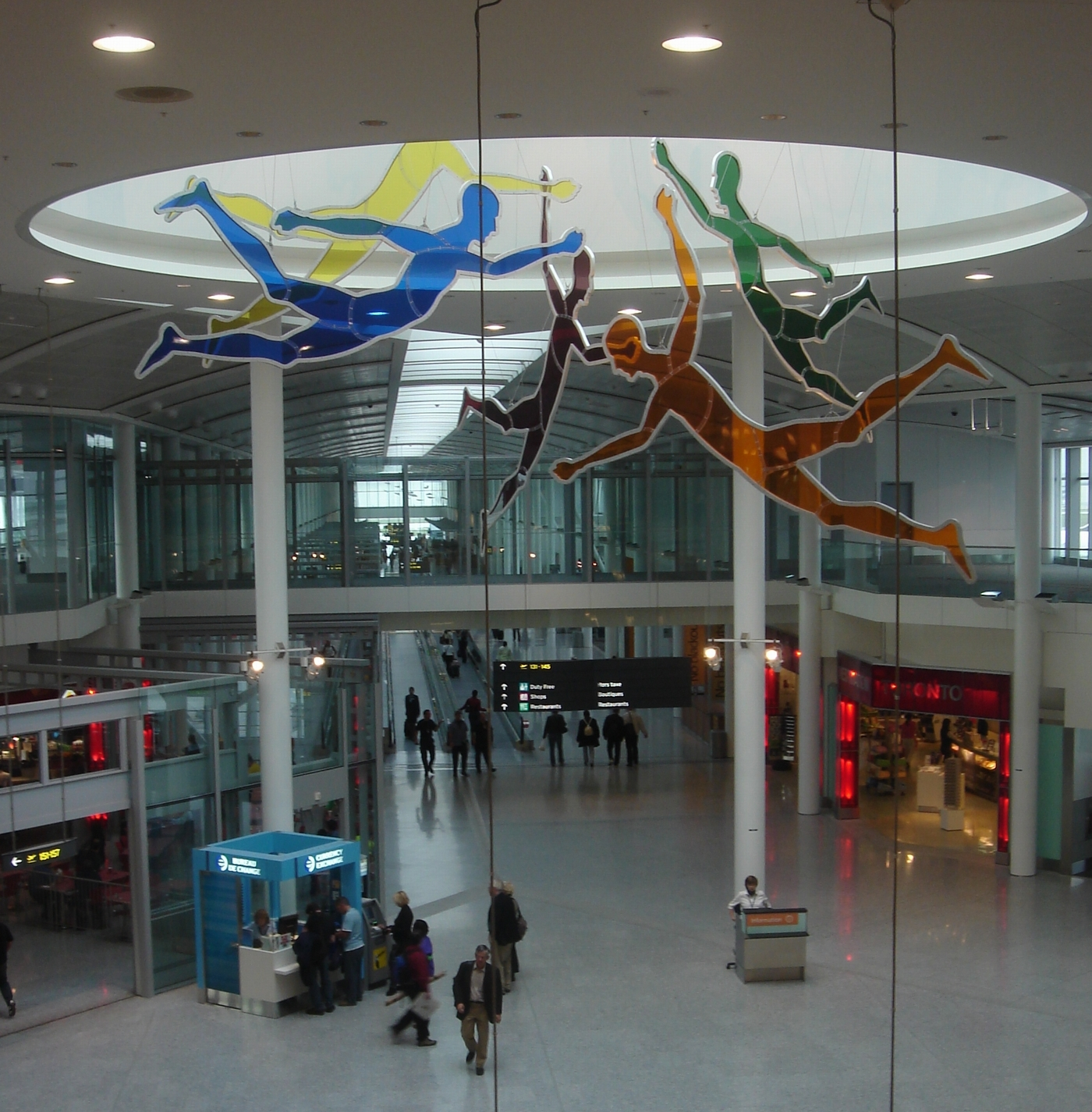
新ターミナル1の建物内

トロント・ピアソン空港は現在、ターミナル1とターミナル3の2つのターミナルが使用されている。各ターミナルは、LINKトレインで結ばれている。

### ターミナル1
2004年4月6日に供用され、2007年1月30日に拡張された。延べ床面積567,000 m2。
主にエア・カナダ及びスターアライアンス系航空会社が使用している。
旅客向けにはコンコースが3つに区分され、概ね西側がD、東側がF、Fの南側にシュモクザメの頭のように突き出ている部分がEとなっているが、需要に応じて融通している。
航空会社や利用クラスに関わらず有料で利用できるラウンジ（Plaza Premium Lounge）も設けられている。
コンコースD
搭乗口は1階にD1-D12、2階にD20-D57。国内線に用いられる。
コンコースE
搭乗口はE68-E81。国際線に用いられる。ターミナル本体から距離があるため、途中コンコースFの3階部分にはティッセンクルップ製の世界最速の動く歩道が設置されている。待合席には数多くのiPadが用意されており、フライト情報の提供や飲食店の注文受付が可能になっている。
コンコースF
搭乗口はF32-F99。米国線専用で、保安検査場を通過する前に米国事前入国審査が行われる。また乗り継ぎの場合の通関作業が自動化されており、預かり手荷物を受け取る必要がない。

### ターミナル3

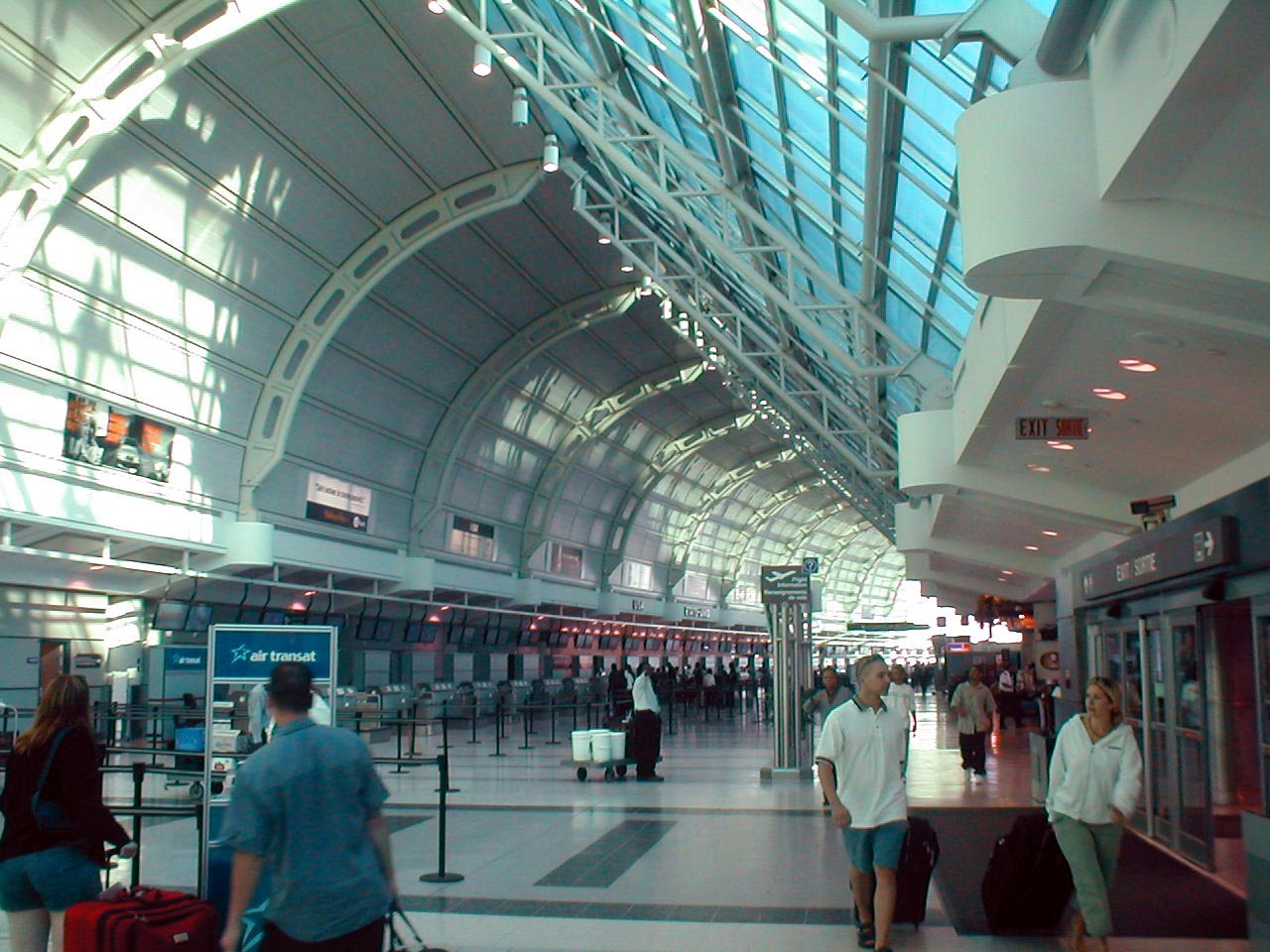
ターミナル3

1991年2月21日に民営ターミナルとして供用され、1997年に公営化されたのち2008年までに順次拡張が行われた。
主にウエストジェット航空やエア・トランザット、スカイチームおよびワンワールド系列の各社が利用している。旅客向けにはコンコースが3つに区分され、概ね西側がA、東側がB、Bの南側先端がCとなっているが、需要に応じて融通している。
航空会社や利用クラスに関わらず有料で利用できるラウンジ（Plaza Premium Lounge）も設けられている。
コンコースA
搭乗口はA1-A20。米国線専用で、保安検査場を通過する前に米国事前入国審査が行われる。
コンコースB
搭乗口はB14-B41。国内線に用いられる。
コンコースC
搭乗口はC30-C36。国際線に用いられる。

### 旧ターミナル
マルトン空港ターミナル
1938年に建設され、1949年には年間40万人の利用客があった。その後、1960年代に旧ターミナル1を建設するために取り壊されることとなった。
旧ターミナル1
1964年にオープンしたドーナツ型の建物の旧ターミナル1。2004年の現在のターミナル1の供用と同時に閉鎖され、まもなく解体された。
ターミナル2
現在のターミナル1が拡張された2007年1月に閉鎖され、それまでターミナル2に乗り入れていたフライトはすべて新ターミナル1へ移行。なお旧ターミナル1に継いで解体された。
インフィールド・ターミナル
現在のターミナル1の建築に伴いフライトを待避させる目的で建設され2003年より供用された。供用当時は旧ターミナル1との間で連絡バスが運行されていた。11ヶ所の搭乗口（ゲート521-531）があり、現在は使用されていないが今後航空需要が再拡大した際に使用される予定。映画の撮影などでも使用されることがある。

## 就航路線
| 航空会社                     | 就航地 |
| ---------------------------- | --- |
| エア・カナダ                 | 国内線 : カルガリー、ディアレイク、エドモントン、フォートマクマレー、ハリファックス、ケロウナ、モントリオール、オタワ、レジャイナ、セント・ジョンズ、サスカトゥーン、バンクーバー、ビクトリア、ウィニペグ、ガンダー アメリカ線 : ボストン、シカゴ/ORD、デンバー、フォートローダーデール、フォートマイヤーズ、ラスベガス、ロサンゼルス/LAX、マイアミ、ニューヨーク/LGA、ニューアーク、オーランド、フィラデルフィア、フェニックス、ポートランド、サンディエゴ、サンフランシスコ、シアトル、タンパ、ワシントンD.C./レーガン、サラソータ、ウエストパームビーチ 国際線 : アンティグア、アルバ、ブリッジタウン、北京/首都、ボゴタ、ブリュッセル、ブエノスアイレス、カンクン、カラカス、カヨ・ココ、コペンハーゲン、コスメル、フランクフルト、ジュネーヴ、ナッソー、グランドケイマン、ハバナ、オルギン、香港、イスタパ・シワタネホ、キングストン、リマ、ロンドン/LHR、メキシコシティ、モンテゴベイ、ミュンヘン、ナッソー、パリ/CDG、プロビデンシアレス、プエルト・プラタ、プエルト・バヤルタ、プンタ・カナ、セント・ルシア、サマーナ、サンホセ、サンタクララ、サンティアゴ、サンパウロ、リオデジャネイロ、上海/浦東、ソウル/仁川、シドニー、東京/成田、東京/羽田、大阪/関西、イスタンブール、バラデロ、サンタクララ、チューリッヒ、アテネ、バルセロナ、カヨラルゴ・デル・スル、キュラソー、ダブリン、セント・ジョンズ、ラ・ロマーナ、リベリア、マドリード、ローマ、セントクリストファー・ネイビス、セント・マーチン、セント・トーマス、ロス・カボス、サンフアン |
| エア・カナダ エクスプレス    | 国内線 : シャーロットタウン、フレデリクトン、キングストン、ロンドン（ロンドン (オンタリオ州)）、モンクトン、モントリオール、ノースベイ、オタワ、ケベック・シティ、セント・ジョンズ、スー・セント・マリー、サドベリー、シドニー、サンダーベイ、ティミンズ、ウィンザー、サーニア アメリカ線 : アトランタ、ボルチモア、ボストン、シャーロット、シカゴ/ORD、シンシナティ、クリーブランド、コロンバス、ダラス/フォートワース、デトロイト、ハートフォード、ヒューストン、インディアナポリス、カンザスシティ、メンフィス、ミルウォーキー、ミネアポリス＝セントポール、ナッシュビル、ニューアーク、ニューオーリンズ、ピッツバーグ、ローリー/ダーラム、リッチモンド、セントルイス、アレンタウン、オールバニ、グランドラピッズ、ハリスバーグ、ポートランド、プロビデンス、ロチェスター、シラキュース |
| エア・カナダ ルージュ        | アンティグア、バミューダ、カヨ・ココ、フォートマクマレー、フォートマイヤーズ、ハバナ、オルギン、キングストン、ラスベガス、マイアミ、オーランド、パナマシティ、プエルト・プラタ、レジャイナ、サンタクララ、サント・ドミンゴ、タンパ、バラデロ 季節運航 : ベリーズシティ、カルタヘナ、コスメル、ワトゥルコ、イスタパ・シワタネホ、セントクリストファー、サマーナ、ロス・カボス、サラソータ、ウエストパームビーチ |
| ウエストジェット航空         | 国内線 : カルガリー、シャーロットタウン、エドモントン、ハリファックス、ケロウナ、モンクトン、モントリオール、オタワ、ケベック・シティ、レジャイナ、セント・ジョンズ、サスカトゥーン、サンダーベイ、バンクーバー、ウィニペグ、ディアレイク、フォートマクマレー、シドニー、ビクトリア アメリカ線 : フォートローダーデール、フォートマイヤーズ、ラスベガス、マイアミ、オーランド、タンパ、パームスプリングス 国際線 : ブリッジタウン、バミューダ、カンクン、カヨ・ココ、グランドケイマン、モンテゴベイ、ナッソー、プロビデンシアレス島、プエルト・プラタ、プエルト・バヤルタ、プンタ・カナ、セント・ルシア、セント・マーチン、サマーナ、バラデロ、フリーポート、ラ・ロマーナ、オルギン、サンフアン、サンタクララ |
| エア・トランザット           | バンクーバー、フォートローダーデール、オーランド、アムステルダム、イスタンブール、フランクフルト、ハンブルク、ミュンヘン、ウィーン、アテネ、バルセロナ、ローマ、ヴェネツィア、ラメーツィア・テルメ、ペスカーラ、パリ/CDG、リヨン、マルセイユ、ナント、カンクン、マドリード、マラガ、ダブリン、シャノン、ファロ、リスボン、ポルト、リスボン、ポンタ・デルガダ、テルセイラ島、ロンドン/LHR、ロンドン/LGW、マンチェスター、バーミンガム、グラスゴー、カンクン、イスタパ・シワタネホ、カルタヘナ、プンタ・カナ、モンテゴベイ、マンサニージョ、サンタクララ、バラデロ、アンティグア、アルバ、カマグエイ、カヨ・ココ、ラ・ロマーナ、セント・ジョンズ、パナマシティ、ポート・オブ・スペイン、プエルト・プラタ、プエルト・バヤルタ、セント・ルシア、セント・マーチン、サマーナ、サンホセ、サンサルバドル、リオデジャネイロ(2026年2月4日より就航予定) |
| サンウィング航空             | 国内線 : バンクーバー、ハリファックス、スティーブンビル、ガンダー アメリカ線 : ラスベガス、オーランド、クリアウォーター、フォートローダーデール 国際線 : カヨ・ココ、カンクン、オルギン、セント・ジョンズ、モンテゴベイ、マサトラン、パナマシティ、ポート・オブ・スペイン、プエルト・プラタ、プエルト・バヤルタ、ワトゥルコ、メキシコシティ、イスタパ・シワタネホ、キングストン、ナッソー、プンタ・カナ、ロス・カボス、マンサニージョ、サンタクララ、バラデロ、サンファン、シエンフエゴス、サンティアゴデクーバ、セント・マーチン、ラ・ロマーナ、リベリア、ロアタン、カマグエイ、アカプルコ、ブリッジタウン、アルバ、アムステルダム、ロンドン/LGW、パリ/CDG、ポルト、ローマ |
| フレア航空                   | アボッツフォード、カルガリー、シャーロットタウン、シカゴ/ORD、デンバー、エドモントン、フォートローダーデール、ハリファックス、ラスベガス、モントリオール、ナッシュビル、ニューヨーク/JFK、オタワ、レジャイナ、セント・ジョンズ、サスカトゥーン、サンダーベイ、バンクーバー、ビクトリア、ウィニペグ 季節運航 : オーランド/サンフォード、ウエストパームスプリング、メサ |
| Swoop (航空会社)             | アボッツフォード、カンクン、シカゴ/ORD、エドモントン、ハリファックス、ケロウナ、キングストン、モンテゴベイ、ナッシュビル、ニューヨーク/JFK、オーランド/サンフォード、プンタ・カナ、クリアウォーター、ビクトリア 季節運航 : シャーロットタウン、ディアレイク、ラスベガス、メサ、プエルト・バヤルタ、レジャイナ、セントジョン、ロス・カボス、サスカトゥーン、ウィニペグ |
| リンクス航空                 | カルガリー、エドモントン、ハリファックス、セントジョンズ、バンクーバー、ウィニペグ |
| エア・ノース                 | 季節運航 : イエローナイフ、ホワイトホース |
| カナディアンノース航空       | 季節運航 : イカルイト |
| アメリカン航空               | シャーロット、シカゴ/ORD、ダラス/フォートワース、ロサンゼルス、マイアミ |
| アメリカン・イーグル         | シャーロット、フィラデルフィア、シカゴ/ORD、ニューヨーク/JFK、ニューヨーク/LGA |
| デルタ航空                   | アトランタ、ソルトレイクシティ |
| デルタ・コネクション         | アトランタ、ボストン、ニューヨーク/JFK、デトロイト、ミネアポリス＝セントポール |
| ユナイテッド航空             | シカゴ/ORD、サンフランシスコ |
| ユナイテッド・エクスプレス   | シカゴ/ORD、デンバー、ニューアーク、ヒューストン、ワシントン/ダレス |
| アエロメヒコ航空             | メキシコシティ |
| コパ航空                     | パナマシティ |
| カリビアン航空               | キングストン、ポート・オブ・スペイン |
| アビアンカ航空               | ボゴタ |
| アビアンカ・エルサルバドル   | サンサルバドル |
| ブリティッシュ・エアウェイズ | ロンドン/LHR |
| エールフランス               | パリ/CDG |
| KLMオランダ航空              | アムステルダム |
| アイスランド航空             | レイキャビク |
| スカンジナビア航空           | コペンハーゲン、ストックホルム |
| フィンエアー                 | ヘルシンキ |
| TAPポルトガル航空            | リスボン |
| アゾレス航空                 | ラジェス、ポンタ・デルガダ |
| ルフトハンザドイツ航空       | フランクフルト、デュッセルドルフ |
| コンドル航空                 | フランクフルト |
| オーストリア航空             | ウィーン |
| ITAエアウェイズ              | ローマ |
| LOTポーランド航空            | ワルシャワ |
|                              | テルアビブ |
| ターキッシュ エアラインズ    | イスタンブール |
| ロイヤル・ヨルダン航空       | アンマン |
| エジプト航空                 | カイロ |
| エチオピア航空               | アディスアベバ |
| エミレーツ航空               | ドバイ |
| エティハド航空               | アブダビ |
| エア・インディア             | デリー、アムリトサル |
| ジェットエアウェイズ         | デリー、ブリュッセル |
| パキスタン国際航空           | イスラマバード、カラチ、ラホール |
| ビーマン・バングラデシュ航空 | ダッカ |
| トランスアエロ航空           | モスクワ/ドモジェドヴォ |
| アエロスヴィート航空         | キーウ |
| 大韓航空                     | ソウル/仁川 |
| キャセイパシフィック航空     | 香港 |
| 海南航空                     | 北京/首都 |
| 中国東方航空                 | 上海/浦東 |
| 中国国際航空                 | 北京/首都(2025年5月20日より運航開始予定) |
| エバー航空                   | 台北/桃園 |
| フィリピン航空               | マニラ |

## 地域別就航先一覧
- 北アメリカ

 バンクーバー、オタワ、モントリオール、ケベックシティ、ウィニペグ、エドモントン、カルガリー、ハリファックス、ビクトリア、レジャイナ、サスカトゥーン、モンクトン、ディアレイク、フォートマクマレー、シャーロットタウン、セントジョンズ、ケロウナ、フレデリクトン、キングストン、ロンドン 、ノースベイ、セントジョン、スーセントマリー、サドバリー、シドニー、サンダーベイ、ティミンズ、ウィンザー、サーニア
 シカゴ、ボストン、ニューヨーク、フィラデルフィア、ヒューストン、ロサンゼルス、サンフランシスコ、シアトル、ワシントンD.C.、アトランタ、デトロイト、シンシナティ、ラスベガス、メンフィス、ミネアポリス、クリーブランド、シャーロット、デンバー、ダラス、アトランティックシティ、マイアミ、タンパ、フォートローダーデール、フォートマイヤーズ、オーランド、ウェストパームビーチ、サラソータ、ボルティモア、コロンバス、ハートフォード、インディアナポリス、カンザスシティ、ミルウォーキー、ナッシュビル、ピッツバーグ、ローリー、リッチモンド、セントルイス、アレンタウン、オールバニ、デイトン、グランドラピッズ、ハリスバーグ、マンチェスター、プロビデンス、ロチェスター
 バミューダ諸島
- 中米・カリブ海

 メキシコシティ、カンクン、コスメル、プエルト・バジャルタ、イスタパ/シウアタネッホ
 プエルト・プラタ、プンタ・カナ、ラ・ロマーナ、サマナー
 ハバナ、カヨ・ココ、カマグエイ、シエンフエゴス、オルギン、サンタ・クララ、サンティアーゴ・デ・クーバ、バラデーロ
 キングストン、モンテゴベイ
 サンホセ、リベリア
 シント・マールテン島、アルバ
 ナッソー、フリーポート
 サンサルバドル、 ポートオブスペイン、 バルバドス、 セントルシア、 アンティグア・バーブーダ、 サンフアン、 プロビデンシアレス島、 セントジョージズ、 グランドケイマン、 パナマシティ
- 南米

 ボゴタ、カルタヘナ
 サンティアゴ、 ブエノスアイレス、 カラカス、 リマ、 サンパウロ
- ヨーロッパ

 ロンドン、グラスゴー、マンチェスター、ニューカッスル、バーミンガム、エジンバラ
 フランクフルト、ミュンヘン、ハンブルク、デュッセルドルフ
 リスボン、ファロ、テルセイラ島、ポルト、ポンタ・デルガダ
 ローマ、ヴェネツィア
 マドリッド、バルセロナ、マラガ
 ダブリン、シャノン
 キーウ
 ヘルシンキ
 アムステルダム
 モスクワ
 チューリッヒ
 パリ
 レイキャビク
 ワルシャワ
 コペンハーゲン
 ウィーン
 アテネ
 ブリュッセル
 イスタンブール
- アジア

 イスラマバード、カラチ、ラホール
 デリー、アムリトサル
 北京、上海
 香港 台北 ソウル、
 東京、大阪
 マニラ
 ドバイ

## 空港アクセス
- ユニオン・ピアソン・エクスプレス (空港連絡鉄道)･･･2015年6月6日開業。15分間隔でユニオン駅とを結ぶ。
- トロント・エアポート・エクスプレス（英語版） (バス)
- タクシー
- レンタカー

## 航空事故
- 1978年6月26日、ウィニペグ行きのエア・カナダ189便（ダグラスDC-9-32）のタイヤが破裂し、パイロットは離陸を中断した。しかし、速度が出すぎていたため滑走路をオーバーランしエトビコ入江（川）の川岸で大破した。乗員乗客107人中2人が死亡。事故後、滑走路の先に川があることが疑問視されたものの、対策はされず、27年後には同様の場所で滑走路をオーバーランしたエールフランス358便が炎上する事故が発生した。
- 2005年8月2日、現地時間の午後4時過ぎに激しい雷雨の中、パリ/CDG発のエールフランス358便のエアバスA340型機が着陸後、オーバーランのためエトビコ入江（川）に突っ込み、炎上する事故が起きたが奇跡的にも死者は出なかった。
- 2025年2月17日、デルタ航空傘下のエンデバー航空が運行する4819便（ボンバルディアCRJ900）が着陸に失敗して滑走路上で横転。乗員・乗客は、全員機外への脱出に成功したが21人が負傷[4]。